# Calephelis nemesis
Calephelis nemesis is een vlindersoort uit de familie van de prachtvlinders (Riodinidae), onderfamilie Riodininae.
Calephelis nemesis werd in 1871 beschreven door W. Edwards.